# Babice u Uherského Hradiště
Babice (deutsch Babitz) ist eine Gemeinde im Okres Uherské Hradiště in Tschechien. Sie liegt  sechs Kilometer nördlich von Uherské Hradiště  und gehört zur Region Zlínský kraj.

## Geschichte
Babice wurde erstmals 1220 schriftlich erwähnt. Es war ursprünglich eine alte Handelssiedlung, die zum Kloster Velehrad gehörte. Im Ort wurde nach dem Ersten Weltkrieg eine Firma zur Herstellung von Marmelade gegründet, die später seine Produktion auf die Herstellung von Likören, Destillaten und Essig erweiterte. In der Werkstatt des Fabian Valenta wurde 1928 der erste schwimmende Eimerbagger gebaut. Trotzdem blieb Babice ein vorwiegend von der Landwirtschaft abhängiger Ort mit Obstanbau.

## Gemeindegliederung
Für die Gemeinde Babice sind keine Ortsteile ausgewiesen. Zu Babice gehört die Ansiedlung Cerony (Zeronin).

## Sehenswürdigkeiten
- Glocke im Ortsteil Cerony
- Kirche der Hl. Kyril und Method (1900).